# Mickey Rooney Show
Mickey Rooney Show (The Mickey Rooney Show; conosciuta anche come The Mickey Rooney Show: Hey, Mulligan) è una serie televisiva statunitense in 33 episodi trasmessi per la prima volta nel corso di una sola stagione dal 1954 al 1955.
È una sitcom incentrata sulle vicende di Mickey Mulligan, impiegato presso l'immaginario network International Broadcasting Company di Hollywood e aspirante attore. Mickey frequenta nel tempo libero una scuola di recitazione. Regis Toomey interpreta il padre di Mickey, Joe Mulligan, un agente veterano della polizia di Los Angeles. Claire Carleton interpreta la madre, Nell Mulligan, una ex artista del burlesque che aveva incontrato il marito quando questi l'aveva arrestata. Carla Belenda, con il nome d'arte di Sally Bliss, interpreta Pat Harding, la fidanzata di Mickey, una segretaria dello studio che incoraggia le sue aspirazioni di attore. Il comico Joey Forman interpreta l'amico di Mickey, Freddy Devlin, John Hubbard il capo, il signor Charles Brown.

## Personaggi e interpreti
- Mickey Mulligan (33 episodi, 1954-1955), interpretato da Mickey Rooney.
- Mr. Brown (25 episodi, 1954-1955), interpretato da John Hubbard.
- Joe Mulligan (23 episodi, 1954-1955), interpretato da Regis Toomey.
- Nell Mulligan (23 episodi, 1954-1955), interpretato da Claire Carleton.
- Freddy Devlin (20 episodi, 1954-1955), interpretato da Joey Forman.
- Pat (18 episodi, 1954-1955), interpretato da Carla Balenda.

### Guest star
Tra le guest star: Harry Tyler, Sig Frohlich, Pattie Chapman, Byron Foulger, Almira Sessions, Hank Mann, Alan Reed Jr, Joyce Gordon, Jan Arvan, Roger Valmy, Leigh Snowden, Ray Boyle, Tom Carr, Frank Mitchell, Ann Seaton, Guy Williams, Dick Elliot, Eddie Garr, Russell Whitney, Pat Carroll, Ann Blackburn, Richard Avonde, Hillary Brooke, Roscoe Ates, Ellen Corby, Maurice Cass, Clark Howat, Jean Willes, George Givot, Gloria Ann Simpson.

## Produzione
La serie, ideata da Blake Edwards e Richard Quine, fu prodotta da Volcano Productions Le musiche furono composte da Van Alexander.

### Registi
Tra i registi sono accreditati:
- Leslie H. Martinson in 24 episodi (1954-1955)

### Sceneggiatori
Tra gli sceneggiatori sono accreditati:
- Blake Edwards in 33 episodi (1954-1955)
- Richard Quine in 20 episodi (1954-1955)
- Benedict Freedman in 17 episodi (1954-1955)
- John Fenton Murray in 17 episodi (1954-1955)
- Harry Clork in 2 episodi (1954-1955)
- Sumner Arthur Long in 2 episodi (1954-1955)

## Distribuzione
La serie fu trasmessa negli Stati Uniti dal 28 agosto 1954 al 7 maggio 1955 sulla rete televisiva NBC. In Italia è stata trasmessa con il titolo Mickey Rooney Show.

## Episodi
| Stagione       | Episodi | Prima TV USA |
| -------------- | ------- | ------------ |
| Prima stagione | 33      | 1954-1955    |